# Ludmiła Titowa
Ludmiła Jewgienjewna Titowa (ros. Людмила Евгеньевна Титова, ur. 26 marca 1946 w Czycie) – rosyjska łyżwiarka szybka reprezentująca ZSRR, trzykrotna medalistka olimpijska i trzykrotna medalistka mistrzostw świata.

## Kariera
Specjalizowała się w dystansach sprinterskich, choć stawała na podium także w wieloboju. Pierwsze sukcesy osiągnęła w 1968 roku, kiedy podczas igrzysk olimpijskich w Grenoble zdobyła dwa medale. W swoim pierwszym starcie, biegu na 500 m zdobyła złoty medal, wyprzedzając bezpośrednio trzy Amerykanki, które ex aequo zajęły drugą pozycję: Jenny Fish, Dianne Holum i Mary Meyers. Dwa dni później zajęła drugie miejsce w biegu na 1000 m, przegrywając tylko z Carry Geijssen z Holandii. Zajęła także siódme miejsce w biegu na 1500 m. Cztery lata później, podczas igrzysk olimpijskich w Sapporo zdobyła jeden medal - w biegu na 500 m była trzecia. W zawodach tych wyprzedziły ją tylko Amerykanka Anne Henning oraz Wiera Krasnowa z ZSRR. Była ponadto czwarta w biegu na 1000 m, przegrywając walkę o medal z Anne Henning. W 1976 roku wzięła udział w igrzyskach w Innsbrucku, ale nie zdobyła medalu. W swoim jedynym starcie, biegu na 1000 m zajęła siódmą pozycję.
Podczas wielobojowych mistrzostw świata w Helsinkach w 1971 roku zdobyła brązowy medal. Przegrała tam tylko ze swą rodaczką Niną Statkiewicz i Holenderką Stien Kaiser. Był to jedyny medal wywalczony przez nią w tej konkurencji. Rok wcześniej zwyciężyła na mistrzostwach świata w wieloboju sprinterskim w West Allis. W tej samej konkurencji była też trzecia na mistrzostwach świata w Eskilstunie, plasując się za Moniką Pflug z RFN i Dianne Holum z USA.
Swój jedyny medal mistrzostw Europy zdobyła w 1971 roku, zajmując drugie miejsce podczas ME w Leningradzie. Na podium rozdzieliła dwie rodaczki: Ninę Statkiewicz i Kapitolinę Sierioginę. Blisko kolejnego medalu była na mistrzostwach Europy w Inzell w 1972 roku, jednak ostatecznie rywalizację ukończyła na czwartym miejscu. W walce o podium lepsza okazała się Ludmiła Kisielowa. W 1968 roku Titowa była mistrzynią ZSRR w wieloboju.
Trzykrotnie ustanawiała rekordy świata.
Po zakończeniu kariery pracowała jaklo komentatorka dla telewizji. W 1996 rok wzięła udział w ekspedycji na geograficzny biegun południowy.

### Mistrzostwa świata
- Mistrzostwa świata w wieloboju sprinterskim
  - złoto – 1970
  - brąz – 1972
- Mistrzostwa świata w wieloboju
  - brąz – 1971